# Menschen der Woche
Menschen der Woche war eine Talkshow, welche bis Oktober 2015 in Zusammenarbeit von Südwestrundfunk (SWR) und der Format Punkt E GmbH produziert und von Frank Elstner moderiert wurde. Sendezeit war Samstagabend, nach 22 Uhr im SWR Fernsehen.

## Örtlichkeit
Gesendet wurde die Talkshow aus dem alten Elektrizitätswerk der Stadtwerke Baden-Baden. Das Gebäude war 1899 errichtet und später zu einem Studio umgebaut worden.

## Konzept
In jede Sendung wurden mehrere Gäste eingeladen. Dies konnten Prominente sein, die über ihr Leben oder ihr neuestes Projekt sprachen. Aber auch Nichtprominente kamen zu Wort, etwa, wenn sie ein besonderes Schicksal ereilt hatte. Experten konnten zu besonders heiklen oder sonst interessanten Themen Stellung nehmen. Die Gäste kamen nacheinander und getrennt voneinander zu Wort. Für jeden Gast standen 10 bis 15 Minuten zur Verfügung. Daher blieb es beim Dialog, eine Gesprächsrunde wie in anderen Talkshows entstand nicht.